# Kill Devil Hill
I Kill Devil Hill sono un gruppo heavy metal statunitense, formatosi a Los Angeles nel 2011.
Si tratta di un supergruppo formato dal bassista Rex Brown (Pantera e Down), e il batterista Vinny Appice (Black Sabbath, Heaven & Hell, Dio).
Completano la formazione Jason Bragg (Pissing Razors) alla voce e Mark Zavon (Ratt, W.A.S.P.) alla chitarra.
L'omonimo album di debutto, "Kill Devil Hill", è stato pubblicato il 22 maggio 2012 dalla SPV GmbH
Il disco è stato preceduto dal videoclip della canzone "Strange".

## Formazione

### Formazione attuale
- Mark Zavon - chitarra (2011-presente)
- Jason Bragg - voce (2011-presente)
- Johnny Kelly - batteria (2014-presente)

### Ex componenti
- Rex Brown - basso (2011-2019)
- Vinny Appice - batteria (2011-2014)

## Discografia

### Album in studio
- 2012 - Kill Devil Hill
- 2013 - Revolution Rise

### Video musicali
- 2012 - Strange